# Krapinica
 Krapinica  falu Horvátországban Krapina-Zagorje megyében. Közigazgatásilag Budinščinához tartozik.

## Fekvése
Krapinától 27 km-re keletre, községközpontjától 2 km-re északkeletre a Horvát Zagorje területén, az Korpona völgyében fekszik.

## Története
A településnek 1857-ben 224, 1910-ben 400 lakosa volt. Trianonig Varasd vármegye Zlatari járásához tartozott.
2001-ben 265 lakosa volt.

## Nevezetességei
Boldog Alojzije Stepinac tiszteletére szentelt kápolnája 1998-ban épült.